# Gemeiner Erbsenstrauch
Der Gemeine Erbsenstrauch (Caragana arborescens), auch Erbsenstrauch, Erbsenbaum oder Gewöhnlicher Erbsenstrauch genannt, ist eine Art der Familie der Hülsenfrüchtler (Fabaceae), Unterfamilie Schmetterlingsblütler (Faboideae). Er ist einer der größeren Vertreter der Gattung der Erbsensträucher.

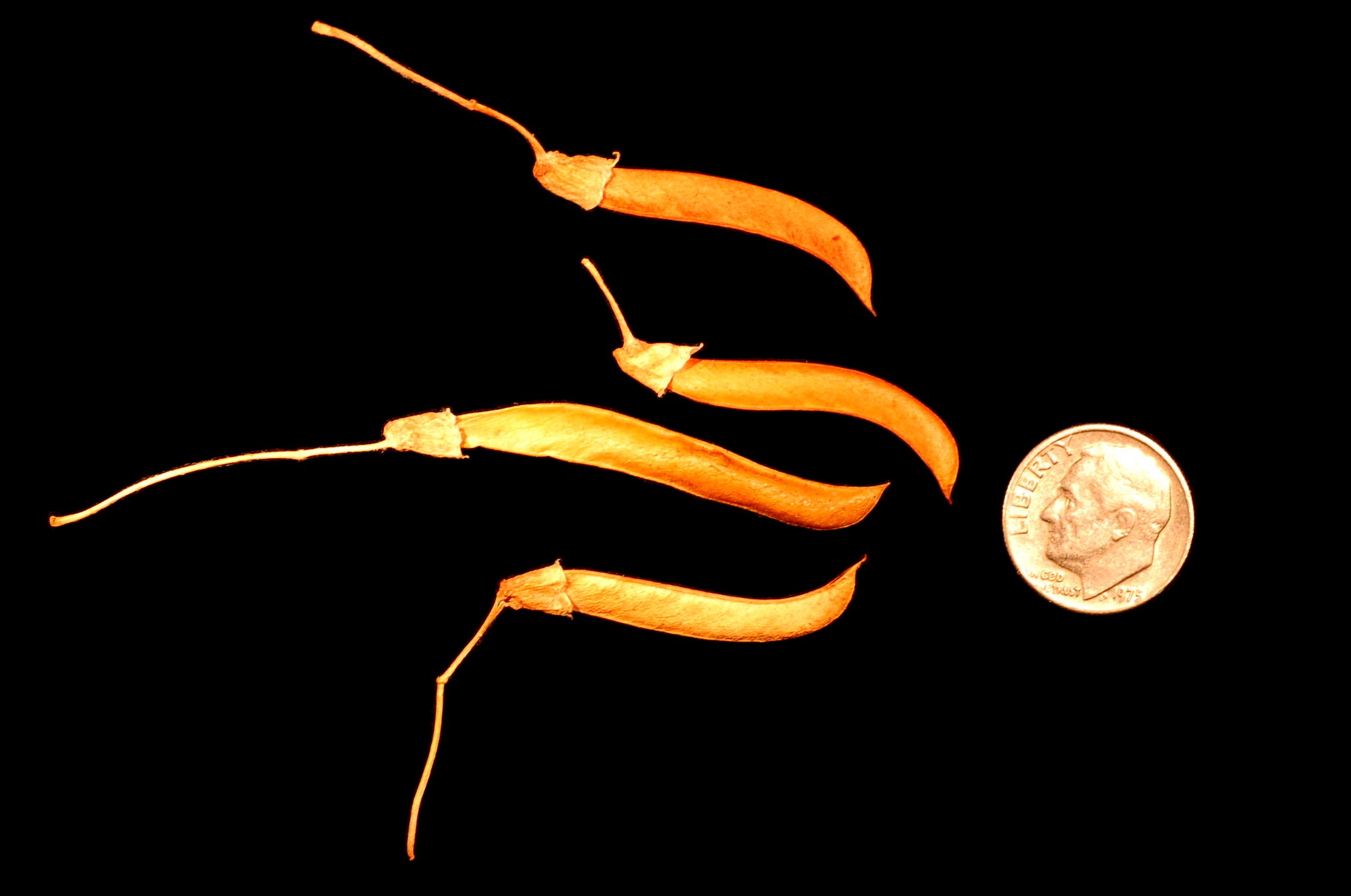
Früchte des Gemeinen Erbsenstrauchs

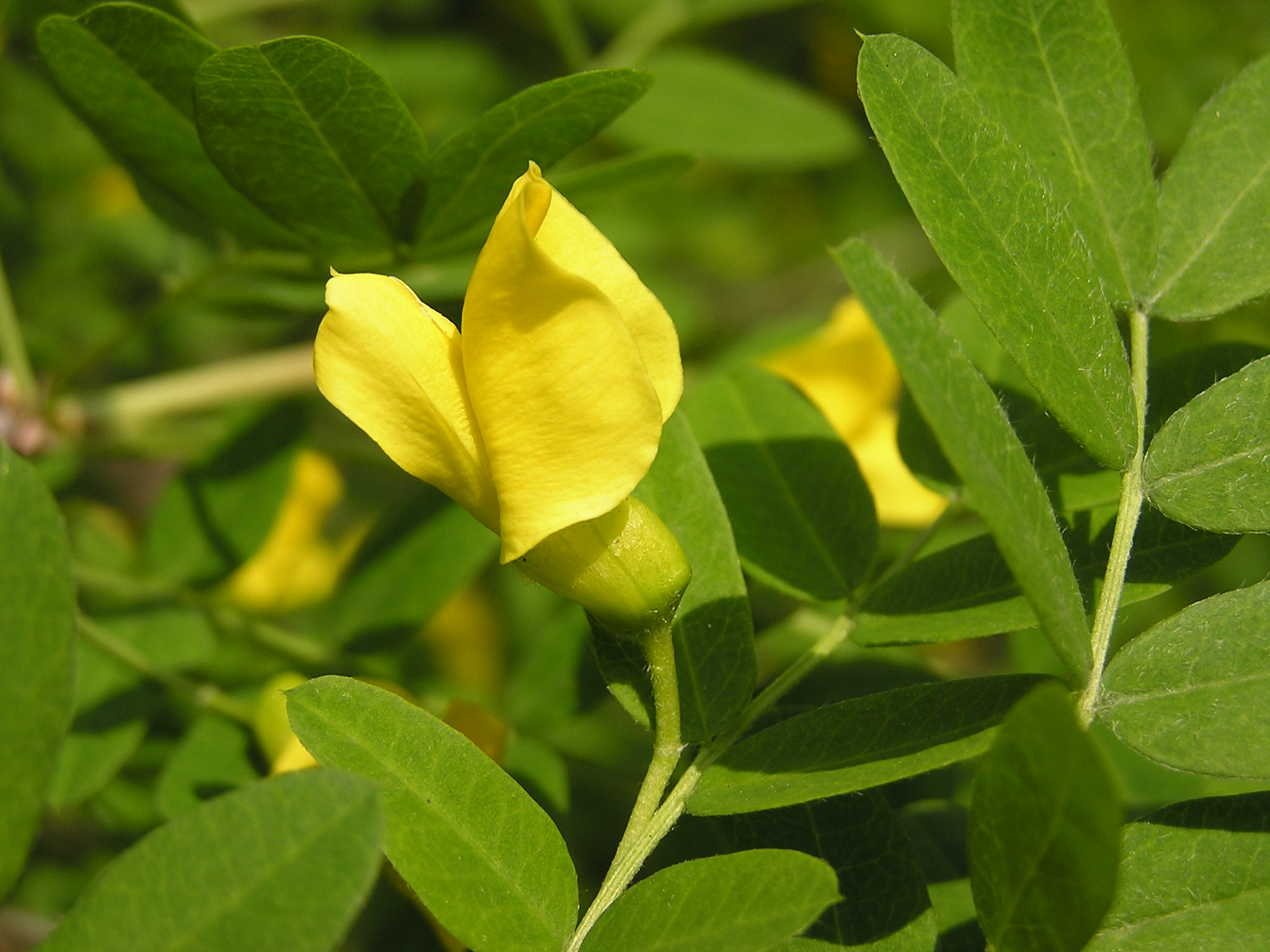
Blüte

## Beschreibung
Der Erbsenstrauch ist ein sommergrüner, stark verzweigter und aufrechter Strauch oder kleiner Baum. Er kann eine Höhe von 4 bis über 6 Meter erreichen. Junge Triebe des Strauchs sind anfangs noch fein behaart und später kahl. Die Rinde ist von olivgrüner bis braungrauer Farbe.
Die kurzen, paarig gefiederten und gestielten Laubblätter stehen wechselständig. Die bis zu 12 einzelnen, spitzen bis stumpfen oder abgerundeten Blättchen sind eiförmig bis elliptisch oder verkehrt-eiförmig, 1 bis 2,5 Zentimeter lang. Sie sind kurz gestielt, ganzrandig, oft stachelspitzig, anfänglich behaart und verkahlend. Es sind verschiedene Nebenblätter vorhanden, membranöse und dornige.
Die Blüten erscheinen achselständig an Kurztrieben, einzeln oder in kleinen Büscheln. Die gelben, zwittrigen und gestielten Schmetterlingsblüten erscheinen von Mai bis Juli und sind 1,8 bis 2,5 Zentimeter lang. Die Blütenstiele sind mit einem „Gelenk“ unterteilt. Aus ihnen entwickeln sich bis zu 4,5–6,5 Zentimeter lange, schmale und mehrsamige, kahle Hülsen von rötlich-brauner Farbe. Sie öffnen sich explosiv und die Fruchtklappen verdrehen sich dabei.

## Chromosomenzahl
Die Chromosomenzahl beträgt 2n = 16.

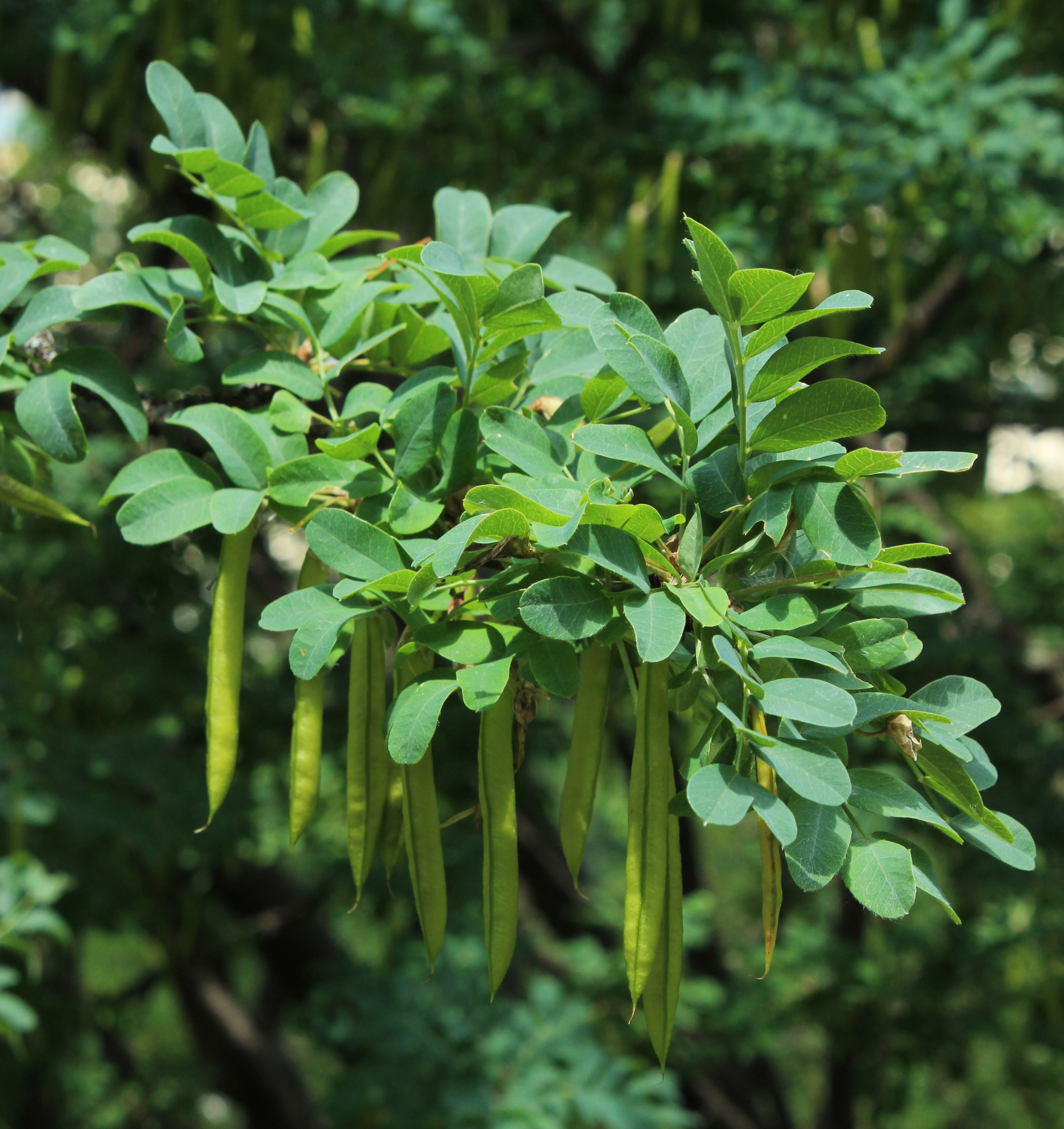
Junge Fruchtstände

## Verbreitungsgebiet
Beheimatet ist der Gemeine Erbsenstrauch im nordöstlichen Asien von der Mandschurei bis nach Sibirien. Er kommt gut mit kalten Wintern und heißen, trockenen Sommern zurecht. In Europa und Nordamerika wurde er als Zierpflanze eingeführt und ist dort ein Neophyt. In Osteuropa kommt er dann in Gesellschaften des Verbands Prunion fruticosae vor.

## Taxonomie
Der Gemeine Erbsenstrauch wurde 1753 von Carl von Linné in Species Plantarum Band 2, Seite als Robinia caragana erstbeschrieben. Als aber 1785 Jean-Baptiste de Lamarck  in Encyclopédie Méthodique. Botanique ... Band 1, Teil 2, Seite 615 eine Gattung Caragana aufgestellt hatte, musste ein neuer Name für die Art gefunden werden: Caragana arborescens Lam.

## Nutzung
Bei passenden Boden- und Klimaverhältnissen kann der Erbsenstrauch als tragende Komponente in Windschutzstreifen verwendet werden.
Bei Erbsensträuchern, die im Gartenhandel als Hochstamm angeboten werden, handelt es sich meist um eine Veredlung des Gemeinen Erbsenstrauchs mit dem Zwerg-Erbsenstrauch. Der Gemeine Erbsenstrauch ist in Mitteleuropa seit 1639 in Kultur.

## Giftigkeit
Die Samen wurden in der Vergangenheit als Geflügelfutter und in Notzeiten als menschliche Nahrung verwendet. Aufgrund von gastrointestinalen Beschwerden einiger Kinder, die wohl durch den Verzehr von rohen Samen ausgingen, hält das BfR dies für falsch und sieht aufgrund fehlender gesicherter Erkenntnisse weiteren Forschungsbedarf.